# Cambarus maculatus
Cambarus maculatus är en kräftdjursart som beskrevs av Hobbs och Pflieger 1988. Cambarus maculatus ingår i släktet Cambarus och familjen Cambaridae. IUCN kategoriserar arten globalt som livskraftig. Inga underarter finns listade i Catalogue of Life.